# The Dying Detective
The Dying Detective è un cortometraggio britannico muto del 1921 prodotto e diretto da Maurice Elvey.

## Trama
Il grande detective Sherlock Holmes, vicino alla morte dopo aver contratto una malattia asiatica rara e solitamente fatale, è determinato a risolvere un ultimo caso prima di morire.

## Produzione
Ispirato al racconto omonimo di Arthur Conan Doyle (1859-1930), pubblicato per la prima volta nel 1913, poi incluso nella raccolta His Last Bow (1917).

## Distribuzione
Il film venne distribuito nel Regno Unito dalla Stoll Picture Productions nell'aprile 1921, mentre negli Stati Uniti dalla Educational Film Exchanges il 25 giugno 1922. È noto anche con il titolo The Adventures of Sherlock Holmes: The Dying Detective.